# 히노시
히노시(일본어: 日野市)는 일본 도쿄도에 있는 시이다.

## 지리
동쪽으로 후추시, 북쪽으로 구니타치시, 다치카와시, 아키시마시, 서쪽으로 하치오지시, 남쪽으로 다마시와 접한다.

## 역사
히노에 사람이 정착한 것은 1605년으로 가도를 따라 있는 작은 마을이었다. 히노시는 1963년 11월 3일에 설립되었다.

## 산업
토요타 그룹의 계열사인 히노 자동차의 본사가 위치하며 세미 트레일러 트럭과 버스를 생산한다.

## 교육
- 수도대학 도쿄
- 메이세이 대학
- 짓센 여자대학
- 스기노후쿠쇼쿠 대학

## 교통

### 철도
- 동일본 여객철도
  - 주오 쾌속선(주오 본선)
    - 히노역, 도요다역

- 게이오 전철
  - 게이오선
    - 모구사엔역, 다카하타후도역, 미나미다이라역, 히라야마조시코엔역

  - 도부쓰엔선
    - 다마도부쓰코엔역

- 다마 도시 모노레일
  - 다마 도시 모노레일선
    - 고슈카이도역, 만간지역, 다카하타후도역, 호도쿠보역, 다마도부쓰코엔역

## 인구
| 연도 | 인구    | ±%      |
| ---- | ------- | ------- |
| 1920 | 8,150   | —       |
| 1930 | 9,175   | +12.6%  |
| 1940 | 12,476  | +36.0%  |
| 1950 | 24,444  | +95.9%  |
| 1960 | 43,394  | +77.5%  |
| 1970 | 98,557  | +127.1% |
| 1980 | 145,448 | +47.6%  |
| 1990 | 165,928 | +14.1%  |
| 2000 | 167,942 | +1.2%   |
| 2010 | 180,052 | +7.2%   |
| 2020 | 190,435 | +5.8%   |

## 출신 인물
- 히지카타 도시조 - 에도 시대 말기의 군사 지도자이다.